# Охолощённое оружие
Охолощённое ору́жие (также встречаются названия деактивированное, вы́холощенное и демилитаризо́ванное) — изделие, предназначенное для имитации выстрела специальными имитационными боеприпасами (холостыми патронами). Использование других боеприпасов в охолощённом оружии без специальных подготовительных работ невозможно. Такое оружие изготавливается либо специально (например, по образцу вымышленного оружия из видеоигр) или переделывается из боевого оружия (такая процедура называется охолоще́нием).
Охолощённое оружие может использоваться в качестве учебно-тренировочного оружия (на занятиях по начальной военной подготовке) или в качестве реквизита.

## История
19 марта 1939 года правительство Франции приняло новый закон о оружии, где в отдельную категорию (7e catégorie: armes de tir, de foire ou de salon et leurs munitions) были выделены "оружие и боеприпасы, предназначенные для выставок" - макеты огнестрельного оружия (armes de salon) и макеты патронов, которые использовались для украшения помещений, в театрализованных представлениях и киносъёмках.
В первой половине 1950х годов в связи с увеличением съёмок художественных кинофильмов в жанре "вестерн" в США увеличился спрос на оружие XIX века, которое можно было использовать в качестве реквизита. Однако стрельба из револьверов 1860-х-1880-х гг. (рассчитанных на использование патронов с дымным порохом) патронами, снаряженными порохом 1940-х-1950-х гг. была небезопасной и могла привести к поломке оружия. В результате, к 1955 году для киносъёмок частными фирмами США было освоено мелкосерийное производство точных копий револьверов второй половины XIX века из современных оружейных сталей под распространённые в США патроны (.45 ACP, .22 LR и др.). Такое оружие могло стрелять и боевыми, и холостыми патронами. 
В начале 1960-х годов малосерийное производство точных копий исторического и современного огнестрельного оружия (стрелявшего только холостыми патронами) для театров и киностудий было освоено в Италии фирмой "Esplovit". В середине 1960-х годов кинофильмы и спектакли увеличили спрос на старинное оружие, однако использование исторического оружия в качестве реквизита было связано со значительными расходами либо затруднениями. В результате, оружейные фирмы Франции освоили выпуск копий и реплик исторического холодного и огнестрельного оружия. Наиболее востребованными оказались кремнёвые пистолеты и мушкеты, а также американские револьверы «Кольт» и винтовки «винчестер» 1860-х годов, выстрелить из которых было возможно только холостыми патронами. Для стрельбы из такого оружия использовались холостые патроны .22 калибра.
Ещё одним центром производства игрушечного и сувенирного оружия (в том числе, очень точных копий оружия из лёгких сплавов и пластмассы) стала Япония.
В это же время выяснилось, что в кинокомпаниях холостые патроны могут иногда долгое время храниться в неподходящих условиях - и в результате, увеличивалась вероятность, что их пороховой заряд может отсыреть и сработать не полностью. Кроме того, при съёмке момента выстрела крупным планом на кадрах могли стать заметны обрывки картона или бумаги. В итоге, в 1963-1966 гг. была разработана и в мае 1966 года - запатентована усовершенствованная конструкция револьвера для стрельбы холостыми патронами (в котором три выступа перекрывали канал ствола на 50% диаметра - что обеспечивало измельчение компонентов выбрасываемых пороховыми газами компонентов холостого патрона ещё до прохождения дульного среза оружия - и увеличивало безопасность стрельбы на коротких дистанциях).
В 1968 году в ФРГ в связи с увеличением числа ограблений, совершённых с использованием газовых пистолетов и сигнального оружия был принят новый закон о оружии, устанавливавший общие принципы оборота всех видов оружия на территории страны, в соответствии с которым в отдельную категорию было выделено "оружие, стреляющее только холостыми патронами".
22 октября 1968 года в США вступил в силу закон «Gun Control Act» (вынесенный на голосование в конгрессе в июне 1968 года и подписанный президентом Л. Б. Джонсоном 22 октября 1968 года), которым было введено понятие "replica of any firearm".
В Великобритании с 1968 года введено понятие "ствольное оружие", в соответствии с которым "оружием" считается любое огнестрельное и пневматическое оружие, имеющее ствол и обеспечивающее возможность выстрела снарядом с дульной энергией более 1 Дж. В 2006 году в отдельные категории были выделены "деактивированное оружие" и "точные копии огнестрельного оружия". В мае 2021 года британская полиция предложила рассмотреть возможность введения ограничений на приобретение гражданами стреляющего холостыми патронами сигнального оружия из-за увеличения числа случаев переделки такого оружия в боевое огнестрельное оружие.
В законодательстве Молдавии в отдельные категории выделены "деактивированное оружие" и "бутафорское оружие".
В Казахстане в июле 2019 года в законодательство были внесены изменения, в соответствии с которыми в отдельные категории выделены "охолощенное оружие", "макет массо-габаритный, изготовленный из огнестрельного оружия" и "конструктивно сходные с оружием изделия" (изделия хозяйственно-бытового и производственного назначения, спортивные снаряды, а также оружие с дульной энергией от 0.5 до 3 Дж, имитирующие внешний вид оружия и не содержащие в своем составе основных составных частей огнестрельного оружия).
Ввоз макетов оружия в Южную Корею без предварительного уведомления и получения разрешения таможенной службы законодательно запрещён.

## Статус в Российской Федерации

### Законодательный статус
С вступлением в силу 10.07.2012 Федерального закона № 113-ФЗ «О внесении изменений в Федеральный закон „Об оружии“», охолощённое оружие относится к группе «списанное оружие»:

1) …
списанное оружие — огнестрельное оружие, в каждую основную часть которого внесены технические изменения, исключающие возможность производства выстрела из него или с использованием его основных частей патронами, в том числе, метаемым снаряжением, и которое предназначено для использования при осуществлении культурной и образовательной деятельности с возможностью имитации выстрела из него патроном светозвукового действия (охолощённое оружие) или без возможности имитации выстрела из него (учебное оружие) либо для изучения процессов взаимодействия частей и механизмов оружия (разрезное оружие);

Согласно пунктам 5,6 данного закона списанное оружие не относится к огнестрельному оружию, а его детали — к основным частям (ОЧ) огнестрельного оружия, и могут свободно приобретаться без лицензии любым гражданином Российской Федерации, достигшим совершеннолетия:

5) …
«Приобретение оружия и патронов к нему на территории Российской Федерации не подлежит лицензированию в случае … приобретения списанного оружия и охолощённых патронов.»
6) часть четвертую статьи 13 … после слов «Граждане Российской Федерации» дополнить словами ", достигшие возраста 18 лет, "

Согласно п.6, ст.3 данного закона списанное оружие относится к гражданскому оружию используемому в культурных и образовательных целях:
Гражданское оружие подразделяется на:
6) оружие, используемое в культурных и образовательных целях:
…
списанное оружие.
Ответственность за незаконный оборот охолощённого оружия наступает при условии, что виновный намеревался привести его в пригодное к использованию в качестве оружия состояние.

### Производство охолощенного оружия
На данный момент охолощённое оружие в Российской Федерации представлено, в основном, кустарными переделками из массогабаритных макетов и импортными (в основном, украинскими) моделями. Одним из первых предприятий, начавших массовое производство охолощённого оружия, стал ООО «Молот армз». Следом охолощением и производством занялся отдел Тульского оружейного завода. Однако, существует мнение, что данные макеты не вполне соответствуют своему назначению «использования при осуществлении культурной и образовательной деятельности», поскольку содержат весьма серьёзные модификации оригинальной конструкции оружия с целью предотвращения обратной конверсии его в боевое.
Кроме того, данное оружие производится путём деактивации (внесению в его основные и составные части необратимых изменений, препятствующих производству выстрела (использованию боеприпаса), а также использованию основных частей в другом огнестрельном оружии) огнестрельного оружия.
Режим автоматического огня присутствует.